# (38275) 1999 RH48
1999 RH48 (asteroide 38275) é um asteroide da cintura principal. Possui uma excentricidade de 0.18387170 e uma inclinação de 4.28438º.
Este asteroide foi descoberto no dia 7 de setembro de 1999 por LINEAR em Socorro.